# Satchelliella vaillanti
Satchelliella vaillanti är en tvåvingeart som beskrevs av Wagner 1981. Satchelliella vaillanti ingår i släktet Satchelliella och familjen fjärilsmyggor. Inga underarter finns listade i Catalogue of Life.